# PSR J0348+0432
PSR J0348+0432 è una stella di neutroni facente parte di un sistema binario con una nana bianca. Si trova nella costellazione del Toro, alla distanza di circa 2 100 pc. È stata scoperta nel 2007 dal Radiotelescopio di Green Bank.
Nel 2013 è stata annunciata una misurazione accurata della sua massa, che è risultata essere di 2,01 ± 0,04 M☉. 
È stato possibile ottenenere tale precisione tramite l'analisi dei segnali radio provenienti dalla pulsar e della spettroscopia della nana bianca sua compagna. 
Un'altra particolarità di questa pulsar binaria è la sua grande massa unita ad un basso periodo orbitale: 2 ore e 27 minuti. Ciò ha permesso la misurazione del rallentamento del periodo di rotazione dovuto all'emissione di onde gravitazionali, che è risultato in accordo con quanto previsto dalla relatività generale.
A tutt'oggi (agosto 2015), PSR J0348+0432 è la stella di neutroni con la massa più alta conosciuta con certezza.